# Hàng không năm 1996
Đây là danh sách các sự kiện hàng không nổi bật xảy ra trong năm 1996:

## Chuyến bay đầu tiên
- Boeing Bird of Prey

### Tháng 1
- 4 tháng 1 - RAH-66 Comanche

### Tháng 2
- 29 tháng 2 - Cessna Citation Excel

### Tháng 3
- 16 tháng 3 - MiG/MAPO MiG-AT
- 21 tháng 3 - Tupolev TU-214
- 29 tháng 3 - RQ-3 Dark Star

### Tháng 4
- 4 tháng 4 - Extra 400
- 5 tháng 4 - Lockheed C-130J
- 25 tháng 4 - Yakovlev Yak/AEM-130

### Tháng 5
- 1 tháng 5 - NASA ERAST ALTUS II
- 22 tháng 5 - Airbus A319

### Tháng 6
- 19 tháng 6 - Scaled Composites Boomerang

### Tháng 8
- 6 tháng 8 - Kawasaki OH-1

### Tháng 9
- 30 tháng 9 - Aero L-59 Super Albatros

### Tháng 10
- Kawada Robocopter
- 29 tháng 10 - trực thăng PZL SW-4

### Tháng 11
- 29 tháng 11 - Tupolev TU-144LL

## Bắt đầu hoạt động

### Tháng 6
- Saab JAS-39A Gripen

## Ngừng hoạt động

### Tháng 5
- 30 tháng 5 - máy bay ném bom Mirage IV-P ngừng hoạt động trong Armée de l'Air.

### Tháng 7
- 27 tháng 7 - máy bay cường kích General Dynamics F-111F ngừng hoạt động trong Không quân Hoa Kỳ, nó còn có cái tên khác được nhiều người biết đến là: "Aardvark - lợn đất"

### Tháng 10
- 17 tháng 10 - Vickers Vanguard, hãng G-APEP thực hiện chuyến bay cuối cùng của loại máy bay này.

### Tháng 12
- 19 tháng 12 - Grumman A-6 Intruder ngừng hoạt động trong Hải quân Hoa Kỳ.